# Julio Martínez Ramírez
Julio „Julito“ Martínez Ramírez (* in Chambas, Provinz Ciego de Ávila) ist ein kubanischer Politiker der Kommunistischen Partei Kubas (PCC). Er war von Dezember 2004 bis Oktober 2009 Erster Sekretär des Jugendverbandes Unión de Jóvenes Comunistas (UJC).

## Biografie
Nach dem Schulbesuch war er zunächst 1982 Absolvent des Polytechnischen Wirtschaftsinstituts „Pablo Elvio Pérez Cabrera“. Anschließend war er Mitarbeiter der Direktion für Fischerei der Provinz Camagüey und schloss daneben ein berufsbegleitendes Studium (Curso de trabajadores) in Finanzwirtschaft an der Universidad de Camagüey ab. 1987 trat er als Kaderfunktionär in die Organisation der Federación Estudiantil Universitaria und danach der Unión de Jóvenes Comunistas (UJC). Zuletzt war er 1997 Erster Sekretär der UJC in der Provinz Ciego de Ávila.
1998 wurde er zunächst Zweiter Sekretär der UJC, ehe er am 6. Dezember 2004 als Nachfolger von Otto Rivero schließlich Erster Sekretär des Jugendverbandes wurde. Damit stand er einer der Massenorganisationen der Kommunistischen Partei Kubas (PCC) mit rund 800.000 Mitgliedern vor. Als solcher war er zugleich Sekretär der Organisation der demokratischen Jugend (Organización de Juventudes Democráticas).
Martínez war außerdem Abgeordneter der Nationalversammlung (Asamblea Nacional del Poder Popular), wo er seine Heimatstadt Chambas vertrat, Mitglied des Zentralkomitees der PCC und wurde am 24. Februar 2008 zum Mitglied des Staatsrates gewählt.
Im Oktober 2009 wurde Martínez vom UJC-Vorsitz entbunden, seine Nachfolgerin als Erste Sekretärin des Nationalkomitees wurde  Liudmila Álamo, die ihn anschließend auch im kubanischen Staatsrat sowie im Zentralkomitee der Partei ablöste. Seit seinem Ausscheiden aus der staatlichen Führungsebene arbeitet Martínez in der Parteiverwaltung als hauptamtliches Mitglied des PCC-Komitees der Provinz Havanna.